# Powercom
Powercom (Пауерком) — тайванська компанія-виробник джерел безперебійного живлення (ДБЖ), обладнання для захисту електропостачання, обладнання та рішень для сонячної енергетики. За даними аналітичного агентства IDC в Україні входить в п'ятірку лідерів на ринку ДБЖ. Виробничі потужності розташовуються в Тайвані і на території Китаю. Виробничі площі становлять більше 50 000 м². Потужність виробництва - понад 250 000 одиниць продукції на місяць. Торгова марка POWERCOM належить однойменній компанії Powercom. На території України працює представництво компанії.

## Історія компанії
Компанія Powercom заснована в квітні 1987 року. Роком пізніше, в 1988 році компанія анонсувала перші джерела безперебійного живлення (ДБЖ) з мікропроцесорним управлінням. У червні 1990 року компанія починає розробки on-line ДБЖ і представляє технологію S.P.W.M. (Широтно-Імпульсна Модуляція для генерації синусоїдальної форми вихідного сигналу).
У січні 1992 року Powercom переїжджає на нові виробничі потужності в Lien Chien (сьогоднішнє місцезнаходження штаб квартири компанії) і розширює виробництво. У цьому ж році були представлені нові on-line ДБЖ з високочастотним дизайном. Та з часом в тих роках продукція з'являється на Українському ринку.
За короткий термін (1993-1994 р) бренд Powercom зайняв лідируючі позиції в галузі на Тайвані (був удостоєний урядової нагороди Golden Plaza за краще електронне обладнання) і вийшов на світовий ринок. У лютому 1996 року компанія отримала сертифікат ISO 9001 Quality System.
З 1998 року офіційно відкрито представництво POWERCOM в Україні; компанія займає третє місце на українському ринку ДБЖ
У березні 2000 року акції компанії були розміщені на Тайванській фондовій біржі TAISDAQ, а в серпні 2002 року і на Токійській фондовій біржі TSE.
Помітного зростання на Українському ринку компанія досягла в 2004 році, коли Українське представництво перейшло на мультивендорну дистрибуцію і провело першу авторизацію партнерів.
У 2006 році компанія Powercom починає працювати в області сонячної енергетики, інвестуючи в компанію TGE і створивши свої виробничі модулі. Наступний рік ознаменувався для Powercom підйомом на ринку сонячної енергетики в Європі і в Тайвані.
До 2008 року почалося значне розширення мережі сервісних центрів в Україні, за той час було підписано декілька угод з мережевими центрами, і вже в 2012 році загальна сервісна мережа Powercom на території України нараховувала декілька десятків сервісних центрів.
З 2014 року пройшла інтеграція роботи ДБЖ Powercom з новими версіями операційної системи ROSA Fresh і ROSA Enterprise Desktop. За підсумками рейтингу, проведеного редакцією CRN / RE, компанія POWERCOM взяла бронзу в номінації «Джерела безперебійного живлення».
У 2018 році Українське представництво розширило свою зону впливу, взявши на себе розвиток і представлення інтересів компанії в Східній Європі. Істотно перероблена лінійка обладнання в сторону «важких рішень».

## Міжнародні сертифікати
- Britian BSI ISO 9001 Certificate
- America UL Safety Certificate
- European CE Certificate
- America FCC Certificate
- Germany TUV Certificate
- BSI Management Systems ISO14001:2004

## Діяльність
POWERCOM розробляє, виробляє і обслуговує широкий спектр обладнання: від стабілізаторів напруги і резервних ДБЖ для персональних комп'ютерів, до джерел безперебійного живлення з подвійним перетворенням енергії для серверного, мережевого та іншого обчислювального і телекомунікаційного устаткування. Крім того, продуктовий портфель компанії включає програмно-апаратні продукти, що забезпечують контроль, управління і «м'яке» згортання операційних систем, створюючи закінченість і цілісність своїх корпоративних рішень.

## POWERCOM в Україні
Представництво Powercom в Києві було відкрито в 1998 році. На кінець 2013 року, частка на українського ринку становила близько 10% в грошовому та 20% в кількісному вираженні, тобто кожен п'ятий проданий ДБЖ. Вибудувана класична дворівнева мережу партнерів: зараз у компанії три дистриб'ютора (Brain, DC-Link, Катран) і близько 200 партнерів в більш ніж 10 містах України. Отримано сертифікати УкрСЕПРО Міністерства економічного розвитку і торгівлі України.

## Продукція, основний модельний ряд
- Офлайн ДБЖ потужності від 0,5 до 1кВА (серія WOW)
- Лінійно-інтерактивні ДБЖ для комп'ютерної техніки, потужністю від 0,5 до 3 кВА (серії: Raptor, Phantom, Spider, Imperial).
- Лінійно-інтерактивні ДБЖ для серверів та мережевого обладнання, потужністю від 0,5 до 6 кВА (серії: SMART RT, SMART KING, KING, SMART KING).
- On-line ДБЖ з подвійним перетворенням напруги для серверів та мережевого обладнання, потужністю до 3 кВА (серія: Vanguard).
- On-line ДБЖ c подвійним перетворенням напруги для великих підприємств, потужністю від 4 до 500 кВА (серії: Vanguard, ONL).
- Стабілізатори (побутові, однофазні, трифазні).
- Рішення для сонячної енергетики (сонячні батареї, інвертори, засоби моніторингу).